# Myadestes palmeri
El solitario puaiohi (Myadestes palmeri), también conocido como clarín chico de Kauai, es una rara especie de ave paseriforme de la familia Turdidae. Es endémica de la isla hawaiana de Kauaʻi y está estrechamente relacionado con los otros cuatro solitarios endémicosde allí: el kāmaʻo, el olomaʻo, el ʻōmaʻo y el ʻāmaui. Fue recogido por primera vez por Henry Palmer en 1891 en Halemanu, en los alrededor de la entrada al parque estatal Kōkeʻe.

## Descripción
El plumaje es principalmente anodino, con el dorso marrón pizarroso y el pecho y vientre de color gris claro. Tiene el pico negro y las patas rosadas. Un anillo ocular blanco bastante prominente ayuda a distinguir esta ave de otros túrdidos hawaianos. Macho y hembra son similares en apariencia.

## Distribución geográfica yhábitat
Históricamente, esta especie siempre ha sido considerada rara, prefiriendo quebradas boscosas por encima de los 1050 metros de altura. El puaiohi están restringido al centro y sur de la reserva Alakaʻi en la isla hawaiana de Kauai. El setenta y cinco por ciento de la población reproductora se reproduce en tan sólo 10 kilómetros cuadrados de bosque.

## Alimentación y comportamiento
Fuera de la temporada de cría, la mayor parte de su dieta son frutas y bayas, siendo el resto de insectos y otros invertebrados. Fuentes importantes de alimento son las frutas de ʻolapa (Cheirodendron trigynum), lapalapa (C. platyphyllum), ʻōhiʻa ha (Syzygium sandwicensis) y kanawao (Broussaisia arguta). En la época de cría, más del cincuenta por ciento de la dieta consiste en invertebrados. El canto es variado, consistente de un simple trino a un complejo de sibilancias y chillidos agudos descritos como un chirrido, bastante parecidos a una rueda de metal necesitando lubricación. Los machos cantan durante todo el año, pero lo hacen con mayor frecuencia a medida se acerca la temporada de cría, alcanzando un máximo entre abril y mayo. La anidación ha sido registrada desde tan temprano como marzo a tan tardía como mediados de septiembre. Los nidos se construyen en cavidades o salientes de los acantilados, ocultos por musgos y helechos, pero también son utilizadas cavidades en los árboles. Las hembras son las únicas que construyen el nido, que puede tardar hasta siete días. Las hembras también incuban los huevos y crían y alimentan a los pichones. Los huevos (usualmente dos por nidada) son de color verde grisáceo a azul verdoso con manchas irregulares de color marrón rojizo. Los huevos eclosionan después de 13 a 15 días. Después de emplumar, el macho se convierte en el principal proveedor de alimentos a los jóvenes, mientras que la hembra intenta una segunda camada. Las hembras también intentarán reanidar si el primer intento falla.

## Estatus y protección
Según los últimos datos, las estimaciones de población van desde 200 hasta 300 aves, que se han mantenido más o menos estables desde 1973, aunque un estudio publicado en 1986 estimó una población de aproximadamente 100 a 125 aves. Las poblaciones de Puaiohi son vulnerables a la sequía, huracanes y la depredación de huevos y pichones por mamíferos. La malaria aviar también afecta a muchas aves, pero algunas aves han mostrado cierta resistencia. Los cerdos salvajes y cabras también afectan negativamente a las poblaciones de aves mediante la degradación del hábitat, al igual que la competencia de muchas plantas y animales invasores. El puaiohi esta en la Lista Federal de Especies en Peligro de Estados Unidos desde el 11 de marzo de 1967.
En 1995, se estableció un programa de cría en cautividad. Algunas aves de este programa están siendo llevadas de vuelta a la reserva de Alakaʻi como complemento a la población silvestre.